# Pfunderer Prozess
Der Pfunderer Prozess war ein Strafprozess vor dem Bozner Schwurgericht, der am 8. Juli 1957 begann und vorerst mit dem Gerichtsurteil in der 1. Instanz am 16. Juli desselben Jahres endete, bei dem sieben der acht des Mordes angeklagten jungen Männer aus Pfunders – danach in der Presse auch als Pfunderer Buibm oder als Pfunderer Buam bekannt geworden – schuldig gesprochen und zu langjährigen Gefängnisstrafen verurteilt wurden. Dem Großteil der Angeklagten brachte das Urteil der ersten Berufungsinstanz vor dem Appellationsgerichtshof in Trient am 7. März 1958 eine Strafverschärfung ein, die in der letzten Berufung vor dem Kassationsgerichtshof in Rom am 16. Jänner 1960 wieder zurückgenommen wurde.
In der Nacht vom 15. auf den 16. August 1956 war die kleine Arbeiterkantine im Letterhäusl in Pfunders Schauplatz einer Wirtshausrauferei zwischen einer Gruppe junger Männer aus dem Ort und zwei italienischen Beamten einer in Pfunders stationierten Finanzwache. Auslöser war das Verhalten der beiden Beamten, die bis zum Erreichen der Sperrstunde mit den Burschen mitgezecht hatten, dann die Amtsperson hervorkehrten und die Einhaltung der Sperrstunde einforderten. Die Burschen widersetzten sich den Anordnungen der Finanzbeamten und gingen tätlich gegen sie vor. Die beiden Italiener flohen. Einer der beiden, der aus Sardinien stammende Raimondo Falqui, wurde von den Bauernjungen eingeholt und geschlagen. Als er schon am Boden lag, versetzten sie ihm noch kräftige Fußtritte. Am nächsten Morgen wurde im Wasserlauf des Roanerbaches unter einer kurzen Brücke die Leiche Falquis aufgefunden.
Alle vierzehn Burschen, die sich in der Nacht im Lokal aufgehalten hatten, wurden verhaftet. Gegen acht wurde Mordanklage erhoben. Der Prozess wurde international stark beachtet, weil die verhängten Strafen nach Meinung der Verteidigung unverhältnismäßig hoch ausfielen. Die Verteidigung hatte geltend gemacht, dass die Leiche vom Tatort weggebracht worden sei, ohne dass zuvor Spuren gesichert oder Aufnahmen von der Lage der Leiche gemacht worden seien. Der Gemeindearzt Dr. Kofler, der die Leiche als erster untersucht und obduziert hatte, sei weder als Zeuge noch als medizinischer Sachverständiger von Staatsanwalt und vom Gericht angehört worden. Die Obduktionsergebnisse des Gerichtsmediziners Prof. Franchini, der 1,7 Promille Alkohol im Blut des Toten und neben geringfügigen anderen Verletzungen an Falquis Körper eine tödliche Kopfwunde festgestellt hatte, die vermutlich vom Sturz ins Bachbett herrührte, seien bei der Urteilsfindung nicht berücksichtigt worden. Eine Frau, die die Lage der Leiche im Bachbett hätte bezeugen können, sei vom Gericht nicht zur Aussage zugelassen worden, obwohl die Verteidigung das beantragt habe. Die Angeklagten hätten in ihrem Dialekt Aussagen gemacht, die sinngemäß nicht mit der italienischen Übersetzung übereinstimmten und sich deswegen in vielen Punkten schwer belastend für sie ausgewirkt hätten. Die Beiziehung eines beeideten Dolmetschers wurde vom Vorsitzenden des Gerichts abgelehnt.
Österreich reichte am 11. Juli 1960 wegen des Urteils Beschwerde bei der Europäischen Menschenrechtskommission ein, die am 11. Jänner 1961 teilweise für zulässig erklärt wurde.